# Begusarai
Begusarai (en hindi: बेगूसराय ) es una ciudad de la India, centro administrativo del distrito de Begusarai, en el estado de Bihar.

## Geografía
Se encuentra a una altitud de 45 m s. n. m. a 126 km de la capital estatal, Patna, en la zona horaria UTC +5:30.

## Demografía
Según estimación 2011 contaba con una población de 251 136 habitantes.

## Contaminación
En un informe de la Organizacion Mundial de la Salud se declaro en el ranking de ciudades mas contaminadas, 9 de las 10 que están ahí, son de la India y en el primer lugar se encontró esa ciudad.